# Burrak Khan
|  | Per a altres significats, vegeu «Burruk Khan». |

Burrak Khan (Barak Khan) fou kan de l'Horda Blava vers 1421-1428 i de l'Horda d'Or vers 1424-1427 i breument el 1428. Era fill de Koirijak, kan de l'Horda Blava designat per Tamerlà el 1395 i que havia mort en data desconeguda (1403?); entre el pare i el fill se suposa que van regnar Derwish Khan (vers 1403-1419) i breument el seu germà Sayyid Ahmad I, que Burrak hauria enderrocat vers el 1420 o 1421.

## Conquesta de l'Horda d'Or
Va fer el seu primer atac a l'Horda d'Or el 1422. El 1423 va tornar, va derrotar Ulugh Muhammad Khan i va enderrocar Ghiyath al-Din Khan que estava basat a Crimea. Burrak tenia el suport de l'Horda coneguda com dels uzbeks o uzbegs.

## Gran principat de Moscou
A Moscou va morir Basili I el 27 de febrer de 1425, després de regnar 36 anys. Durant el seu regnat Nijni Nóvgorod, Súzdal i Múrom, el districte dels viatixes, i districte que abans pertanyien a Chernigov com a Torussa, Novoasil, Koielsk, Peremysl, altres com Beyetski-Verkh i Vologda, que pertanyien al Principat de Nóvgorod-Seversk, foren agregats al gran principat, a més de la república de Viatka que pràcticament era una dependència, al mateix temps que l'Horda començava la seva descomposició. Basili I de Moscou havia enviat ajuda a l'emperador romà d'Orient quan aquest estava assetjat pels otomans a Constantinoble i en agraïment l'emperador va acceptar el matrimoni d'una filla de Basili, Anna, amb Joan Paleòleg, príncep imperial, però Anna va morir al cap de tres anys a causa de la plaga. El metropolità Ciprià va morir el 1406 i el va succeir Foci (Photius) un grec de Morea que fou impopular i va cobrir la resta del regnat; la seva negativa a visitar les províncies del sud, sota domini lituà, va causar que aquestes províncies demanessin un nou metropolità al patriarca de Constantinoble, i quan aquest (que era amic de Foci) s'hi va negar, diverses províncies (Polotsk, Chernigov, Lutsk, Vladímir, Smolensk, Kholm i Turov) van proclamar Gregori Tsamblak com el seu jerarca (15 de novembre de 1415) al·legant el dret antic dels bisbes a elegir metropolità que ja s'havia exercit almenys un cop, i que altres països menys importants que la Petita Rússia (com Sèrbia i Bulgària) elegien metropolità propi el qual era nomenat per l'emperador i no pel patriarca. Tsamblak va morir el 1419 i el va succeir Gerassim, bisbe de Smolensk.
A Basili I el va succeir el seu fill de 8 anys Basili II de Moscou conegut a la història com Basili II el Cec. El seu oncle Yuri es va negar a reconèixer al nou gran príncep exigint el retorn a l'antic sistema successori (a favor del germà); es va retirar a Galítzia, va reunir un exèrcit però va haver de fugir davant el seu nebot, cap al riu Sura; va proposar llavors un armistici d'un any. Basili II va enviar al metropolità Foci a negociar i finalment Yuri va renunciar a la seva reclamació fins que el kan del tàtars emetés un arbitratge. Llavors (1426) una plaga va assolar altre cop Rússia i diversos prínceps van morir a Tver i Moscou.

## Guerra amb els timúrides
El 1425 Burrak va demanar al timúrida Ulugh Beg, fill de Shah Rukh i governador del Turquestan, la devolució de Sighnak, que havia estat antigament la capital de l'Horda Blava però que Tamerlà havia annexionat. Arslan Khoja, que tenia el títol de terkhan i governava a Sighnak, va comunicar al seu senyor que la gent de Burrak havia fet algunes depredacions a la rodalia (1426); Ulugh Beg va transmetre la petició feta al seu pare Shah Rukh, hereu de Tamerlà (1407-1447) que la va refusar i va enviar un exèrcit al seu fill per resistir si calia, manat per un altre fill de nom Kutb al-Din Muhammad Tjoki que va sortir de Samarcanda el 15 de febrer de 1427, i per la seva part Ulugh Beg reunia les seves forces a Sighnak, i aviat es va reunir amb les forces del seu germà. La batalla amb Borrak era inevitable i es va lliurar en una zona muntanyosa poc adaptada a la lluita a cavall; en aquestes condicions aviat es va veure que les tropes de Burrak eren superiors però no va voler arriscar del tot en una lluita oberta i va recórrer a un mig engany reunint les seves forces i fent un atac inesperat; les ales dreta i esquerra d'Ulugh Beg foren desbordades i el centre colpejat de manera que tot l'exèrcit es va desbandar sent perseguits fins a Samarcanda, i la Transoxiana fou devastada de manera terrible; els vencedors es van retirar amb un ric botí.

## Pèrdua de l'oest
Sembla que durant la seva absència a l'est, Ulugh Muhammad va recuperar l'autoritat a l'oest i es va proclamar kan. Dewletberdi, suposat fill de Tash Timur, que s'havia establert poc abans a Crimea reunint els suports de Ghiyath al-Din Khan (que molts suposen que era el seu germà) va regnar breument a Sarai (es diu que tres dies) però va haver de tornar a la península davant Ulugh Muhammad. Dewletberdi no s'acontentava amb Crimea i aspirava a tota l'Horda; va emetre moneda com a tal, però segurament, fora dels tres dies de què parla el viatger bavarès Schultbeiger, no consta que hagués governat més a Sarai.

## Lituània
El 1426-1427 Vitautes de Lituània, suposant que Rússia estava ara en mans dèbils, va assetjar Apochka, al districte de Pskov, amb un exèrcit en què hi havia bohemis, valacs i tàtars que va aportar el kan Ulugh Muhammad Khan que com veurem va prendre el poder el 1427 en absència de Burrak. Els habitants tenien un forats en què van clavar estaques en punts, el van cobrir i van deixar passar als atacants que van caure al paray i alguns van morir i altres foren fets presoners i executats pel sistema de cremar-los vius; la resta es va retirar però van ser afectats per un terrible huracà; finalment Vitautes va fer la pau amb Pskov a canvi d'un pagament de 1450 rubles de plata.

## Retorn de Burrak
Després de la seva victòria a Transoxiana, l'hivern del 1427 al 1428 Burrak Khan va retornar i va desplaçar a Ulugh Muhammad i a Dewletberdi però el 831 de l'hègira (probablement començaments del 1428) fou derrotat per Ulugh Muhammad, i mort per aquest mateix o pel jòcida Kutjuk Muhammad (Kučuk Muhammad), un príncep que reclamava l'estepa entre el riu Ural i el Sirdarià. Com que els fills de Burrak eren molt joves, Ulugh Muhammad es va poder imposar al tron a l'oest mentre a l'est del riu Yemba el poder aviat va passar (1446) a Abu l-Khayr Khan, de la casa dels xibànides.